# NCC
Nordic Construction Company (NCC) — крупный шведский строительный концерн с годовым оборотом около € 6 млрд.

## История NCC AB
История создания концерна NCC относится к 1890 году, когда Аксель Джонсон, шведский бизнесмен, создал компанию Nordstjernan («Полярная звезда»). Позже компания стала одной из ведущих транспортных компаний Скандинавии, а следом было создано строительное предприятие, названное по имени владельца — Johnson Construction Company (JCC).
В конце 1987 года Nordstjernan приобрела часть акций строительной компании Armerad Betong Vägförbättringar (ABV). Весной 1988 года Nordstjernan увеличила свой пакет акций, а с мая 1988 года ABV стала филиалом Nordstjernan. В июне того же года общем собрании акционеров президент JCC Торстен Эрикссон возглавил ABV, а 9 июня был издан указ о слиянии компаний.
Осенью 1988 года реорганизация структуры концерна была завершена, концерн получил название Nordic Construction Company (NCC). Головной офис расположился в Сольне (Стокгольм, Швеция).
После слияния и преобразования Nordstjernan AB и ABV, в состав корпорации вошла и компания JCC, изменив его название на NCC Bygg AB. Хотя NCC Group юридически был оформлен 1 января 1989 года, днём основания шведского объединённого концерна считается 15 октября 1988 года, когда компании JCC, Nordstjernan AB и ABV были собраны под единой эмблемой.

## Отраслевая специфика концерна NCC
NCC — крупный отраслевой конгломерат, подразделения которого совокупно охватывают разные области строительства: производство материалов, транспорт, строительство коммерческих и индустриальных объектов недвижимости, возведение жилых и общественных зданий, объектов гражданской и транспортной инфраструктуры. Компания осуществляет проектирование и прокладку дорог, развязок, мостов и других дорожных сооружений. А также занимается развитием и продажей коммерческой недвижимости.

## NCC Roads
NCC Roads — подразделение NCC Group — производитель асфальта. Компания производит около шести миллионов тонн асфальта и около 25 миллионов тонн инертных материалов в год. Годовой оборот компании составляет более одного миллиарда евро. Продукты экспортируются в страны Северного и Балтийского регионов. Компания выполняет проекты государственного масштаба. В 2008 году по заказу Правительства Польши и Евросоюза NCC Roads построил участок скоростной автомагистрали протяженностью в 10 километров вдоль шоссе № 7 (Highway 7) на юге Кракова.